# 香港陪審團制度
香港陪審團制度（英語：Jury system in Hong Kong）已有很長的歷史，其成立與發展都和香港本身作為前英國殖民地有很大的關連。香港在1845年正式通過《陪審員與陪審團規管條例》，陪審團制度在香港正式確立。從此，陪審團制度在香港便慢慢地發展並紮根。時至今日，陪審團制度已成為香港司法制度中很重要的一部份，並得到《香港基本法》的認可。《基本法》第86條明文規定：
|  | 原在香港實行的陪審制度的原則予以保留。 |

2020年訂立的《中華人民共和國香港特別行政區維護國家安全法》，允許律政司司長要求相關案件在沒有陪審團的情況下進行審理。

## 陪審員資格
《陪審團條例 （页面存档备份，存于）》中的第4條列明了作為一名陪審員的資格需求。
- 香港居民
- 21至65歲
- 有良好品格
- 具有對審訊進行時將所採用的語言有足夠的知識及理解能力（即中文或英文能力）
- 精神健全
- 無任何使之不能出任作陪審員的失明、失聰或其他殘疾

### 豁免擔任陪審員
根據《陪審團條例》，以下人士可豁免出任陪審員
- 行政會議或立法會議員
- 太平紳士
- 法官、暫委法官、區域法院法官、區域法院暫委法官、司法常務官、高級副司法常務官、副司法常務官、助理司法常務官、死因裁判官或裁判官
- 依法設立的任何審裁處的法官、審裁官或審裁委員
- 依法設立的任何法院或審裁處的人員或職員，而其工作主要與該法院或審裁處的日常行政有關者
- 《律政人員條例》（第87章）第2條所指的律政人員
- 在律政司、法律援助署、破產管理署或知識產權署服務的公職人員
- 香港警務處、入境事務隊、香港海關或消防處的人員，包括擔任《消防條例》（第95章）附表7所指明任何職位的人
- 懲教署人員
- 政府飛行服務隊隊員
- 廉政公署的廉政專員、副廉政專員或任何人員
- 在香港警務處、入境事務處、香港海關、消防處、懲教署、政府飛行服務隊或廉政公署執行職務的任何公職人員
- 正在出任見習或學徒職級的公職人員
- 根據《罪犯感化條例》（第298章）獲委任的首席感化主任或感化主任
- 受僱於根據《感化院條例》（第225章）設立的任何感化院、根據《少年犯條例》（第226章）指定的任何拘留地方或《罪犯感化條例》（第298章）所指的任何認可機構的全職社會工作者
- 外國政府的領事、副領事或具同等地位的人員，該等外國政府的受薪人員而又屬該等政府的國民，且在香港並無從事業務者，以及上述人士的配偶及受供養子女
- 實際執業的大律師及律師，以及其文員
- 根據《醫生註冊條例》（第161章）妥為註冊為醫生或根據該條例被當作為醫生的人，根據《牙醫註冊條例》（第156章）妥為註冊為牙醫的人，及根據《獸醫註冊條例》（第529章）妥為註冊的人
- 每日在香港出版的各報章的編輯及職員，而司法常務官信納該等人士如出任陪審員則會打擾該等報章的出版者
- 實際從事有關業務的藥劑師及化驗師
- 在香港執行職能的牧師、神父及任何基督教或猶太教的神職人員
- 任何在香港運作的伊斯蘭教教區的伊瑪目以及擔任類似的職位的人
- 任何在香港運作的印度教教區的教士以及擔任類似的職位的人
- 任何學校、學院、大學、理工學院、工業學院、工業訓練中心或其他教育（包括職業教育）機構的全日制學生
- 中國人民解放軍人員
- 根據《領港條例》（第84章）領有牌照的領港員，以及任何船舶的船長及船員
- 客運飛機、郵務飛機或商用飛機的飛行員、領航員、無線電操作員及其他全職機員
- 香港輔助警察隊隊員，以及根據任何成文法則奉召擔任、登記或獲委任為特別警察的人
- 立誓修行並居於男修道院、女修道院或其他此類宗教團體內的全時間修行的任何修道會成員
- 以下人士的配偶:
  - 終審法院首席法官
  - 終審法院法官
  - 高等法院首席法官
  - 上訴法庭法官
  - 原訟法庭法官
  - 死因裁判官
  - 中國人民解放軍人員
- 立法會秘書處的法律顧問及該法律顧問的任何助理，而該助理是全職受僱於立法會行政管理委員會並屬《法律執業者條例》（第159章）所界定的大律師或律師。

## 陪審責任

### 無法履行陪審責任的後果
根據現行的《陪審團條例》，任何人如符合資格擔任作為陪審員，在法律上經已負有陪審責任及義務。如任何符合資格的陪審員，在未有合理原因的情況下，又未能履行陪審責任及義務，該陪審員已觸犯法例並有可能被檢控。在2007年，一名陪審員因訛稱扭傷，並多次缺席參與審訊，被判藐視法庭罪成立，判即時入獄3星期並留有案底。此案成為香港首宗陪審員因藐視法庭及無法履行陪審責任而入獄的案件。

### 對因僱員擔任陪審員而歧視僱員的僱主的處罰
《陪審團條例》中的第33條規定，任何僱主不得因下述情況而終止僱用或威脅終止僱用其僱員，或在任何方面歧視其僱員，違反規定即屬犯罪，可處罰款$25,000及監禁3個月。
- 該僱員在原訟法庭的任何法律程序中或在根據《死因裁判官條例》（第504章）進行的任何研訊中曾經出任或正出任陪審員
- 該僱員根據第17條被傳召在原訟法庭出庭任陪審員
- 該僱員根據《死因裁判官條例》（第504章）第22條被傳召在根據該條例進行的研訊中出庭任陪審員。

### 陪審津貼金
被挑選在案件審訊時出任為陪審員的人士，可根據《陪審團條例》第31(1)條獲發津貼。每名陪審員每天可獲發995元津貼，津貼按日計算，不足一日也作一日計算。

## 陪審團的組成

### 陪審員名單
自1960年開始，每隔一年，司法常務官均準備一陪審員臨時名單。其後，司法常務官會將之刊憲及刊登在一中文及一英文日報，並對有關人在發出通知。任何人仕如需要求將其姓名從臨時名單內刪除，均需在14日內用書面形式向司法常務官提出申請，根據在該申請書內正式提出的因由，司法常務官會作出合理的決定。

### 陪審員人數
根據《陪審團條例》第25條中的要求，任何民事或刑事審訊中，陪審團須由不少於 5人組成。事實上，一般的刑事審訊中陪審團的人數為7人，但如有需要，法官可以將其人數增加至9人。

### 抽籤決定陪審團人選
根據《陪審團條例》第13條及第21條中的指引，司法常務官會分派一數字給予每名陪審員名單上的候選陪審員，並其後將之數字分別印在相同尺寸的卡紙上，再將卡紙放入一紙箱，並在一對外公開的法庭中從箱內抽出號碼，直至組成一個陪審團為止。 

### 被控人反對權
在刑事公訴案件中，被提審的人（即辯方）或其代表律師和執法機關（即控方）或其代表，均可向即將準備出任該案件的陪審員作出詢問。辯方可根據陪審員的回答或表現，在附上合理的解釋下，提出不限次數的有因由反對，將該準備出任是次案件的陪審員剔除並禁止參與是次案件。另外，《陪審團條例》第29條更給予辯方最多5次的無因由反對（pre-emptive challenge），即辯方可以在沒有合理解釋的情況下，剔除並禁止不多於5名的候選陪審員參與是次案件。控方也可以如辯方一樣，可以對候任陪審員作出不限次數的有因由反對，但卻沒有權利作無因由反對。
曾蔭權涉貪案中，曾有候選陪審員申請豁免（半夜照顧嬰兒），起初法官反對申請，但之後辯方律師反對那位候選陪審員擔任，所以最終獲准豁免。此例證明：最終否決權屬於辯方。

## 陪審團審訊的權利
基本法條文確立了陪審團審訊，這固然是普通法制度的傳統，但不是絕對和獨立的權利。雖然陪審團審訊是原訟庭案件的常規模式，但不代表是公平審訊的唯一方式，因為《基本法》或《香港人權法案條例》皆沒有表明陪審團是公平審訊中不得缺少的元素。 （页面存档备份，存于）

## 裁決
陪審團的裁決，在任何情況下須由首席陪審員於公開法庭及在該陪審團全體成員在場時宣布；如屬刑事訴訟程序，則宣布時被控人亦必須在場，裁決並須即時由司法常務官或法庭書記主任記錄；司法常務官或法庭書記主任在記錄裁決前，須詢問陪審團在裁決上是否一致，或贊成裁決多數的比例，以及裁定原告或被告勝訴，如屬對刑事案件被控人的裁決，則須詢問陪審團裁定被控人罪名成立或不成立。陪審團須宣告原告或被告勝訴的一般裁決，或宣告罪名成立或不成立的一般裁決，或就案件的事實作出特別裁決。但陪審團可就針對被控人的部分指控而裁定該人無罪，並裁定該人其餘的罪名成立。
如果陪審團在裁決上無法意見一致，且不能達致 多數裁決，則法庭可 解散 該陪審團，並安排另選任 新陪審團，而該訴訟、訟案、告發或公訴須猶如從未選任最初的陪審團一樣，進行審訊。

## 外部連接
- 《陪審團條例》